# Cotidiene
Cotidiene este un film românesc din 1964 regizat de Olimp Vărășteanu.